# Claus Gabriel
Claus Gabriel (født 1630, død inden april 1655 sandsynligvis i Hillerød) var en dansk billedskærer.
Gabriel lærte billedskærerfaget hos Henrik Lagemann i København. Den 20. marts 1632 udstedte det københavnske snedkerlav et lærebrev. Samme år vendte Gabriel hjem til Flensborg, hvor han tog Borgerskab og i 1633 købte hus. I Flensborg nægtede snedkerlavet at optage ham som medlem, fordi han kun havde lært at udføre arbejdet med kniv og ikke med høvl. Dette affødte langvarige stridigheder, hvor hverken divergerende erklæringer fra snedkerlavene i Hamborg og Husum eller magistratens mægling løste uenighederne. Heller ikke nye erklæringer fra andre nordtyske snedkerlav, der anerkendte Gabriels håndværk, førte til en optagelse. Først da Christian 4. ved en ordre til magistraten den 16. april 1640 skaffede ham anerkendelse, endte striden.
I øvrigt var Gabriel en stridbar mand, der også brugte kniv i slagsmål og under sin tjenteste som soldat fra 1636 til 1638. Ved 1648 forlod han Flensborg og blev i sine sidste leveår slotssnedker på Frederiksborg Slot. 

## Særlige værker
Gabriels særlige værker er alle i bruskbarok med figurer og relieffer.
- Altertavle og døbefont i Glyksborg Slotskapel (omkr. 1635-42)
- Prædikestole i Sattrup (Sundeved) (1642), i Breklum (1646) og i Bredsted (1647).
- Altertavler i Sønder Løgum (1647), i Gørløse ved Hillerød (før 1654) og i Ølstykke (1654).

## Familieforhold
Gabriels forældre var maleren Hans Bennick i Flensborg og dennes hustru.
Gabriel blev gift omtrent 1633 med Margrethe, som overlevede ham.
Snedker Hans Gabriel, der 1656 leverede billedskærerarbejdet til den nu for længst ændrede yderste bro foran Frederiksborg Slot, var utvivlsomt Gabriels søn.